# Aylmerton
Aylmerton is een civil parish in het bestuurlijke gebied North Norfolk, in het Engelse graafschap Norfolk met 458 inwoners.